# Schwaz (district)
Het district Schwaz is een van de acht bestuursdistricten waarin de Oostenrijkse deelstaat Tirol is onderverdeeld. Het grenst in het westen aan het district Innsbruck Land, in het oosten aan het district Kufstein, Kitzbühel en het Salzburger district Zell am See. In het noorden grenst het aan de Duitse deelstaat Beieren en wel aan de districten Garmisch-Partenkirchen, Bad Tölz-Wolfratshausen en Miesbach. In het zuiden grenst het district Schwaz aan het Italiaanse Zuid-Tirol.

## Geografie
Het district omvat een deel van het Unterinntal, het gehele Zillertal met al zijn zijdalen, zoals het Tuxertal en het Zemmtal, en het Achental met het Achenmeer. In het district liggen delen van de Tuxer Alpen, de Kitzbüheler Alpen, de Zillertaler Alpen, het Karwendelgebergte en de Brandenberger Alpen.

## Economie en infrastructuur
De economie in het district wordt grotendeels bepaald door de dienstverleningssector. Het toerisme in het Zillertal, in het Rofangebergte en het gebied rondom het Achenmeer neemt daarbij een belangrijke plaats in. Plaatsen waar industriegebieden te vinden zijn, zijn Schwaz, Jenbach, Kaltenbach, Zell am Ziller en Fügen. De industrie is gespecialiseerd in de bouwwereld, de machinebouw en de houtverwerking. Een groot deel van de inwoners is werkzaam in de naburige districten Innsbruck Land en Kufstein en in Innsbruck zelf.

## Gemeenten
De volgende gemeenten behoren tot het district Schwaz:
- Achenkirch
- Aschau im Zillertal
- Brandberg
- Bruck am Ziller
- Buch bij Jenbach
- Eben am Achensee
- Finkenberg
- Fügen
- Fügenberg
- Gallzein
- Gerlos
- Gerlosberg
- Hainzenberg
- Hart im Zillertal
- Hippach
- Jenbach
- Kaltenbach
- Mayrhofen
- Pill
- Ramsau im Zillertal
- Ried im Zillertal
- Rohrberg
- Schlitters
- Schwaz
- Schwendau
- Stans
- Steinberg am Rofan
- Strass im Zillertal
- Stumm
- Stummerberg
- Terfens
- Tux
- Uderns
- Vomp
- Weer
- Weerberg
- Wiesing
- Zell am Ziller
- Zellberg